# PRPF31
PRPF31 (англ. Pre-mRNA processing factor 31) – білок, який кодується однойменним геном, розташованим у людей на короткому плечі 19-ї хромосоми. Довжина поліпептидного ланцюга білка становить 499 амінокислот, а молекулярна маса — 55 456.
| 10         |  | 20         |  | 30         |  | 40         |  | 50         |
| ---------- |  | ---------- |  | ---------- |  | ---------- |  | ---------- |
| MSLADELLAD |  | LEEAAEEEEG |  | GSYGEEEEEP |  | AIEDVQEETQ |  | LDLSGDSVKT |
| IAKLWDSKMF |  | AEIMMKIEEY |  | ISKQAKASEV |  | MGPVEAAPEY |  | RVIVDANNLT |
| VEIENELNII |  | HKFIRDKYSK |  | RFPELESLVP |  | NALDYIRTVK |  | ELGNSLDKCK |
| NNENLQQILT |  | NATIMVVSVT |  | ASTTQGQQLS |  | EEELERLEEA |  | CDMALELNAS |
| KHRIYEYVES |  | RMSFIAPNLS |  | IIIGASTAAK |  | IMGVAGGLTN |  | LSKMPACNIM |
| LLGAQRKTLS |  | GFSSTSVLPH |  | TGYIYHSDIV |  | QSLPPDLRRK |  | AARLVAAKCT |
| LAARVDSFHE |  | STEGKVGYEL |  | KDEIERKFDK |  | WQEPPPVKQV |  | KPLPAPLDGQ |
| RKKRGGRRYR |  | KMKERLGLTE |  | IRKQANRMSF |  | GEIEEDAYQE |  | DLGFSLGHLG |
| KSGSGRVRQT |  | QVNEATKARI |  | SKTLQRTLQK |  | QSVVYGGKST |  | IRDRSSGTAS |
| SVAFTPLQGL |  | EIVNPQAAEK |  | KVAEANQKYF |  | SSMAEFLKVK |  | GEKSGLMST  |

A: Аланін

C: Цистеїн

D: Аспарагінова кислота

E: Глутамінова кислота

F: Фенілаланін

G: Гліцин

H: Гістидин

I: Ізолейцин

K: Лізин

L: Лейцин

M: Метіонін

N: Аспарагін

P: Пролін

Q: Глутамін

R: Аргінін

S: Серин

T: Треонін

V: Валін

W: Триптофан

Кодований геном білок за функціями належить до рибонуклеопротеїнів, фосфопротеїнів. 
Задіяний у таких біологічних процесах, як процесинг мРНК, сплайсинг мРНК, ацетилювання, альтернативний сплайсинг. 
Білок має сайт для зв'язування з РНК. 
Локалізований у ядрі.